# 7 familles
Les 7 familles ou jeu des 7 familles est un jeu de cartes aux règles simples, faisant intervenir la mémoire et l'observation. Il se joue avec un jeu de quarante-deux cartes spéciales, réparties en sept familles de six cartes chacune, à l'origine le grand-père (l'aïeul dans les jeux les plus anciens), la grand-mère (aïeule), le père, la mère, le fils et la fille.

## La règle du jeu
Le but du jeu est de regrouper le plus grand nombre de familles possible.
Un joueur, désigné au hasard, bat les cartes, les fait couper et en  distribue selon les variantes, six à chaque joueur, une à une, en commençant par la droite. Le reste constitue la pioche. Le voisin, placé à la gauche du donneur, parle le premier. Il demande une carte d’une famille dont il possède déjà une ou plusieurs cartes, il cherche à l'avoir en demandant à n’importe quel joueur et de façon précise la carte qu'il veut et qu’il souhaite obtenir. Pour cela il dit : « Dans la famille… je demande… », par exemple : « Dans la famille Martin, je demande la fille ». Si cet autre joueur possède la carte, il doit la lui donner. Il est autorisé de demander une carte que l'on possède déjà. Si le demandeur obtient la carte qu'il voulait il peut rejouer. S'il n'obtient pas la carte demandée, il prend une carte dans la pioche. Si la carte piochée est la carte demandée, le joueur peut rejouer,, sinon c'est au tour du joueur à gauche du demandeur de jouer.
Si le demandeur suivant est le même joueur à qui une carte a été demandée, il ne peut redemander cette même carte au demandeur précédent.
Dès qu’un joueur réunit une famille, il la pose devant lui et c'est au tour d'un autre joueur. Lorsqu’un joueur pose une famille et se retrouve sans cartes, il en pioche une et pose une question aux autres joueurs, la partie continue. S'il n'y a plus de pioche, il attendra que les autres joueurs n'aient plus de cartes à poser.
Le gagnant est le joueur qui pose devant lui le plus de familles complètes.
En cas d'égalité, le gagnant est celui qui a constitué la première famille.

## Variantes
La distribution des cartes peut se décliner à l'infini, souvent dans un but pédagogique, mais aussi sur une base publicitaire, idéologique ou humoristique. On peut aussi ajouter un quiz à chaque carte afin de sensibiliser les joueurs à un thème donné. Dans ce cas, la carte est donnée au demandeur seulement s'il répond correctement à la question (trois réponses au choix en général).
Il n'y a pas nécessité absolue de respecter le total de quarante-deux cartes.

## Origine du jeu
On situe la création du jeu de 7 familles à la seconde moitié du XIXe siècle. On retrouve plusieurs versions un peu différentes de ce jeu, la plus ancienne publiée en 1843 aux États-Unis par Anne Wales Abott est intitulée Dr Busby et ses voisins. Elle est composée de seulement 5 familles et est également destinée à des enfants. Mais la version la plus couramment citée comme étant à l'origine du jeu de 7 familles est celle intitulée Happy Families. Publiée par la société Jaques of London (en) en 1860. Cette version illustrée par les caricatures de John Tenneil est plutôt destinée à un public adulte et servira de modèle au jeu tel qu'il est connu de nos jours.